# 馬庫斯貝克峰
馬庫斯貝克峰（英語：Mount Marcus Baker）是美國阿拉斯加州楚加奇山脈的一處山峰，也是楚加奇山脈的最高點，位於安克雷奇以東75英里（121）處。由於靠近海面和哈佛冰川，馬庫斯貝克峰非常顯眼。1938年6月19日，首次有登山家成功登頂馬庫斯貝克峰。

## 外部連結
- Alaskan peaks with prominence > 1500m （页面存档备份，存于）
- Mount Marcus Baker on bivouac.com （页面存档备份，存于）